# Liparia
Genre
Synonymes
- Priestleya DC.[2]

Liparia est un genre de plantes à fleurs dicotylédones de la famille des Fabaceae, sous-famille des Faboideae, originaire d'Afrique du Sud, qui comprend une vingtaine d'espèces acceptées.

## Liste d'espèces
Selon The Plant List (1 novembre 2018) :
- Liparia angustifolia (Eckl. & Zeyh.) A.L. Schutte
- Liparia bonaespei A.L. Schutte
- Liparia boucheri (E.G.H. Oliv. & Fellingham) A.L. Schutte
- Liparia calycina (L. Bolus) A.L. Schutte
- Liparia capitata Thunb.
- Liparia confusa A.L. Schutte
- Liparia congesta A.L. Schutte
- Liparia genistoides (Lam.) A.L. Schutte
- Liparia graminifolia L.
- Liparia hirsuta Moench
- Liparia laevigata Thunb.
- Liparia latifolia (Benth.) A.L. Schutte
- Liparia myrtifolia Thunb.
- Liparia parva Walp.
- Liparia rafnioides A.L. Schutte
- Liparia splendens (Burm.f.) Bos & de Wit
- Liparia striata A.L. Schutte
- Liparia umbellifera Thunb.
- Liparia vestita Thunb.